# April Bowlby
April Michelle Bowlby, född 30 juli 1980 i Vallejo, Kalifornien, är en amerikansk skådespelare. Bowlby är mest känd från TV-serien 2 1/2 män. Bowlby spelar rollen som Kandi, en intellektuellt obegåvad ung kvinna som har ett förhållande och en kort period också ingår äktenskap med rollkaraktären Alan Harper i säsong 3 och 4 av serien. Hon har även spelat i TV-serien How I Met Your Mother.

## Filmografi i urval
| År        | Film                  | Roll         | Info |
| --------- | --------------------- | ------------ | ---- |
| 2005–2015 | 2 1/2 män             | Kandi        |      |
| 2007–2014 | How I Met Your Mother | Meg          |      |
| 2008      | All Roads Lead Home   | Natasha      |      |
| 2009      | The Slammin' Salmon   | Mia          |      |
| 2009–2014 | Drop Dead Diva        | Stacy Barret |      |
| 2011      | From Prada to Nada    | Olivia       |      |
| 2019-     | Doom Patrol           | Rita Farr    |      |